# トロピカル・ストーム・アルベルト (2006年)
トロピカル・ストーム・アルベルト（Tropical Storm Alberto）は、2006年にメキシコ湾で発生した熱帯低気圧である。

## 概要
国立ハリケーンセンターによれば、2006年6月11日午前10時（日本時間12日午前0時）メキシコ湾で熱帯低気圧が発達して熱帯性暴風となり、「アルベルト（Alberto）」と命名された。この年初めて命名された熱帯低気圧となった。当初、アルベルトがハリケーンに発達する確率は低く見積もられていたものの、その後70%程度とされた。アルベルトはフロリダ半島の西を北東に進み、13日午前11時（日本時間14日午前0時）ごろ、フロリダ半島の付け根部西岸に上陸した。その後はアメリカ合衆国の東海岸に沿って北上し、14日午前5時（日本時間午後6時）までに熱帯低気圧に変わった。

## 影響
- ノースカロライナ州の一部では、降り始めからの雨量が7.60インチ（約19mm）に達した[2]。